# سن لورنزو، شهرستان گرنت، نیومکزیکو
سن لورنزو (به انگلیسی: San Lorenzo) یک منطقهٔ مسکونی در ایالات متحده آمریکا است که در شهرستان گرنت، نیومکزیکو واقع شده‌است. سن لورنزو ۹۷ نفر جمعیت دارد و ۱٬۷۴۷٫۱۳ متر بالاتر از سطح دریا واقع شده‌است.